# Henry Le Bret

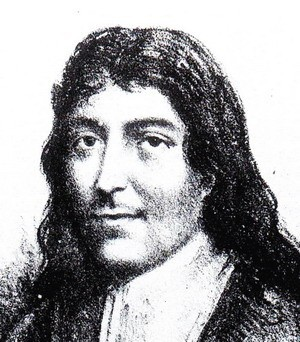
Henry Le Bret

Henry Le Bret (ca. 1618 - Montauban, 9 augustus 1710) was een Frans jurist en priester. Hij was een jeugdvriend van Savinien de Cyrano de Bergerac en na diens dood volgde hij een kerkelijke carrière in het bisdom Montauban.

## Levensloop
Le Bret groeide op in Mesnil-Saint-Denis bij het Château de Mauvières, het kasteel van de familie de Cyrano de Bergerac. Hij was een jaar ouder dan Savinien de Cyrano de Bergerac en ze liepen samen school. Ze namen ook samen dienst in het leger. Na een korte militaire carrière werd Le Bret jurist. Hij werd advocaat bij het Parlement van Parijs. Na de dood van zijn vriend Cyrano de Bergerac gaf hij zijn werk L'Autre Monde uit (1657). Le Bret koos voor een kerkelijke carrière, hij ontving de lagere wijdingen en werd secretaris van Pierre de Berthier, bisschop van Montauban. Die steunde erg op deze bekwame jurist en getalenteerd schrijver in zijn strijd tegen het jansenisme en in zijn betrachting om de protestantse bevolking van Montauban te bekeren tot het katholicisme. De protestantse academie werd uit de stad gebannen en het protestantse kerkgebouw werd afgebroken. Er kwam een priesterseminarie en er werd begonnen met de bouw van een nieuwe kathedraal. Le Bret bepleitte zelfs het gebruik van geweld om de protestanten te bekeren. Hij werd kanunnik in het kapittel van Saint-Étienne in 1656 en in het kathedraalkapittel van Montauban in 1658. Later, in 1663, werd hij ook proost van dit kapittel. Toen werd hij ook tot priester gewijd. Hij schreef verschillende pamfletten en geschiedkundige werken waaronder een tweedelige Histoire sur la ville de Montauban.